# Jagdish Kashyap
Bhikkhu Jagdish Kashyap est un maître et traducteur bouddhiste. Il est né le 2 mai 1908 à Ranchi, ville alors dans l'État de Bihar, en Inde ; il est mort le 28 janvier 1976. Son nom de naissance était Jagdish Narain, et le nom Kashyap (ou Kashyapa, ou familièrement Kashyapji) lui a été donné à son ordination de bhikkhu en 1933.

## Formation universitaire
- BA (licence) au Collège de Patna, 1929,
- MA (maîtrise) de philosophie - Université hindoue de Bénarès, 1931,
- MA es sanskrit - Université hindoue de Bénarès, 1932.

## Biographie
Après avoir fini ses maîtrises, Jagdish Kashyap désirait faire un travail doctoral en philosophie bouddhiste. On lui conseilla pour cela d'étudier le pāli, et il décida pour ce faire d'aller à Sri Lanka, au grand désarroi de ses parents ; ceux-ci acceptèrent finalement son départ, et en 1933 Kashyapji rejoignit le Vidyalankara Pirivena (qui de nos jours est l'université de Kelaniya). Il fut ordonné par le vénérable L. Dhammananda Nayaka Mahathero. Pendant son séjour au Vidyalankara Pirivena, il traduisit le Digha Nikāya en hindi.
En route pour un voyage au Japon, il fut arrêté en Malaisie par la police, du fait de sa participation au mouvement de non-coopération de Gandhi. Il termina finalement son séjour par une année à Penang, où il apprit le chinois, vécut dans un vihara chinois, et édita un ensemble de conférences.
En 1936, il revint à Sri Lanka pour y vivre dans un ermitage, dans une forêt, afin de pratiquer la méditation, chose très peu commune pour un bhikkhu à cette époque - si peu commune en fait que ses maîtres tentèrent de l'en dissuader ; mais Kasyapji continua toute sa vie à pratiquer la méditation. Vers la fin de 1936, il retourna en Inde, et en 1937 s'installa à Sarnath où il s'impliqua dans un travail savant et dans la traduction, principalement la traduction du canon pāli en hindi. À Sarnath, il s'affila à la Société de la Maha Bodhi (la principale organisation bouddhique de l'Inde à cette époque), et participa rapidement à l'organisation de la société et à son action sociale. Il devint le proviseur d'un nouveau lycée fondé par le secrétaire général de la Société de la Maha Bodhi, Devapriya Valisinha. Pendant son temps à Sarnath, il persuada également l'Université Hindoue de Bénarès d'offrir des cours de pāli, cours qu'il donna gratuitement, faisant même de temps en temps à pied le trajet de 36km séparant Sarnath et Bénarès.
Pendant ce temps, Kasyapji enseigna pendant quelque neuf mois à un jeune moine anglais, Sangharakshita, en résidence chez lui. Sangharakshita, qui fonda par la suite l'Ordre Bouddhiste Occidental en 1968, considère Jagdish Kashyap comme un maître important, tant d'un point de vue spirituel que séculaire.
En 1947, l'Inde étant devenue indépendante, il y avait chez les Indiens un sens nouveau d'identité. En 1949, Jagdish Kashyap fit le tour du pays de ses ancêtres, l'ancienne province de Magadha, qui était également le centre du bouddhisme ancien ; le nom même de l'État de Bihar vient de la présence de très nombreux viharas bouddhistes, dans le passé. Pour la première fois après de nombreux siècles, des villageois du Magadha virent un bhikkhu en robes orange et furent agréablement étonnés de constater qu'il parlait leur dialecte local, le magadhi. Les gens du pays avaient depuis longtemps oublié leur propre histoire, et Kasyapji pouvait en fournir nombre de détails : il pouvait préciser la véritable identité des images de bouddhas et de bodhisattvas qui étaient adorées en tant que dieux hindous ou déités locales. Il était aussi en mesure, en citant des passages des textes en pāli, de démontrer que le Magadha est encore étroitement lié à la langue magadhie.
Après cette visite, Jagdish Kashyap proposa d'enseigner le pāli à l'université de Gaya et à l'université de Nâlandâ, à Bihar-Sharif. Plus tard, lorsque le gouvernement de l'État de Bihar décida de fonder un institut d'études pālies à Nâlandâ, son choix, pour la direction du projet, se porta de manière évidente sur Jagdish Kashyap. En 1951, cet institut devint le Nava Nalanda Mahavihara.
1956 fut l'année du 2.500ème anniversaire du parinirvana du Bouddha, que le gouvernement indien célébra sous le nom de Bouddha Jayanti. Dans le cadre des célébrations, le travail de Kasyapji pour éditer une version en devanagari du canon pāli fut accepté comme projet officiel, et fut conjointement commandé par le gouvernement de Bihar et le gouvernement de l'Inde. Les premiers volumes parurent en 1956, à l'occasion du Bouddha Jayanti, et la suite parut progressivement pendant les cinq ans qui suivirent - un énorme travail de marathonien de la part de Kasyapji. À un moment, il vendit sa maison pour payer les salaires des ouvriers qui faisaient la publication, palliant ainsi le retard des paiements officiels.
Pendant le projet du Bouddha Jayanti, Jagdish Kashyap retourna à Varanasi et, en 1959, fut invité à être le premier professeur de pāli et de bouddhisme à l'université sanskrite de Varanasi. Il y resta jusqu'en 1965, où il revint à Nâlandâ pour être une seconde fois directeur du Nava Nalanda Mahavihara. Il prit sa retraite en 1973. Il avait déjà commencé à être diabétique, et devint gravement malade en 1974 ; il passa ses deux dernières années alité, au temple japonais de Rajgir, d'où il pouvait voir le Pic des Vautours et la Pagode de la paix nouvellement construite. Il mourut en 1976.

## Œuvres traduites en français
- Le Dhamma du Bouddha, traduit de l'anglais par Marguerite La Fuenta, Éditions Adyar, Paris, 1947.